# Voice of America
Voice of America (VoA) är USA:s officiella radiostation för sändningar riktade till utlandet. Radiostationen ägs av den amerikanska federala myndigheten U.S. Agency for Global Media. Huvudkontoret ligger i Washington D.C. Radiostationen når ungefär 350 miljoner lyssnare.
Voice of America grundades 1942 och de första propagandasändningarna riktades mot Nazityskland. De första språken som Voice of America använde var engelska, tyska, italienska och franska. År 1944 var 40 språk i bruk. Under kalla kriget fokuserade Voice of America på att sända antikommunistisk och proamerikansk propaganda i Östeuropa.
Kanalens verksamhet regleras av en lag undertecknad av president Gerald Ford år 1976. Enligt lagen ska nyheterna på Voice of America vara trovärdiga och neutrala. Kanalen representerar USA och dess olika ståndpunkter brett, och presenterar bland annat USA:s politik klart och tydligt. År 2014 var radiokanalens budget 200 miljoner dollar.

## Språk som Voice of America sänder på
- albanska
- amhariska
- armeniska
- azerbajdzjanska
- Bambara
- bosniska
- kreolska
- dari
- engelska
- franska
- georgiska
- grekiska
- hausa
- hindi
- indonesiska
- kantonesiska
- khmer
- kinyarwanda
- kirundi
- kurdiska
- koreanska
- kroatiska
- lao
- makedonska
- mandarin
- nordndebele
- oromo
- pashto
- persiska
- portugisiska
- ryska
- serbiska
- shona
- somaliska
- spanska
- swahili
- tagalog
- thai
- tibetanska
- tigrinya
- turkiska
- ukrainska
- urdu
- uzbekiska
- vietnamesiska